# هویشانگانگ
هویشانگانگ (به لاتین: Huishangang) یک شهرک در جمهوری خلق چین است که در Taojiang County واقع شده‌است. هویشانگانگ ۲۲۹٫۷ کیلومتر مربع مساحت و ۱۱۷٬۰۰۰ نفر جمعیت دارد.